# Brézé

Brézé este o comună în departamentul Maine-et-Loire, Franța. În 2009 avea o populație de 1,316 de locuitori.